# 피아노 소나타 (스트라빈스키)
이고르 스트라빈스키의 피아노 소나타는 1924년 작곡된 피아노 소나타다.
스트라빈스키는 1924년 여름 에 비아리츠와 니스에 있을 때 이 소나타를 작곡했다. 그해 10월 21일에 완성했다. 1925년 7월 Donaueschingen Festival에서 작곡가 자신이 초연하였다.  그것은 결국 Albert Spalding에 의해 편집되었고 1925년 Boosey &amp; Hawkes 에 의해 출판되었다.

소나타는 3악장으로 연주하는데 9분에서 11분 정도 소요된다. 악장 구성은 다음과 같다.
1. = 112
2. Adagietto
3. = 112